# Jan Kliment
Jan Kliment (1993. szeptember 1. –) cseh labdarúgó, a cseh 1. FC Slovácko középpályása. Tagja hazája utánpótlás-válogatottjának és a 2015-ös U21-es labdarúgó-Európa-bajnokságon részt vevő csapatban szerepelt, ahol ő lett a torna gólkirálya.

## Pályafutása

### Klubcsapatban
Kliment pályafutását a Jihlava csapatában kezdte, a klub utánpótlás csapataiban lépett pályára mielőtt felkerült volna a felnőttek közé. A köztudatba a 2015-ös U21-es Európa-bajnokságot követően robbant be, ahol gólkirályi címet szerzett, majd a  2015-16 szezont megelőzően szerződtette a német VfB Stuttgart.
Négy éves szerződést írt alá a sváb csapattal, amely 2016. augusztus 30-án kölcsönadta őt a dán Brøndbynek. 2020 januárjában az 1. FC Slovácko csapatába igazolt.

### A válogatottban
2015. június 20-án mesterhármast szerzett a Szerbia elleni csoportmérkőzésen, csapata pedig 4-0-s győzelmet aratott az U21-es Európa-bajnokság prágai csoportmérkőzésén. Többször nem volt eredményes a tornán, de így is ő lett a kontinenstorna gólkirálya, így elnyerte az Aranycipőt.

## Sikerei, díjai

### Klub
- Brøndby IF
  - Dán kupa: 2017-18

### Egyéni
- 2015-ös U21-es Európa-bajnokság gólkirály, 3 góllal